# Victoria, Iași
Victoria là một xã thuộc hạt Iași, România. Dân số thời điểm năm 2002 là 4300 người.